# Sebald Justinus Brugmans

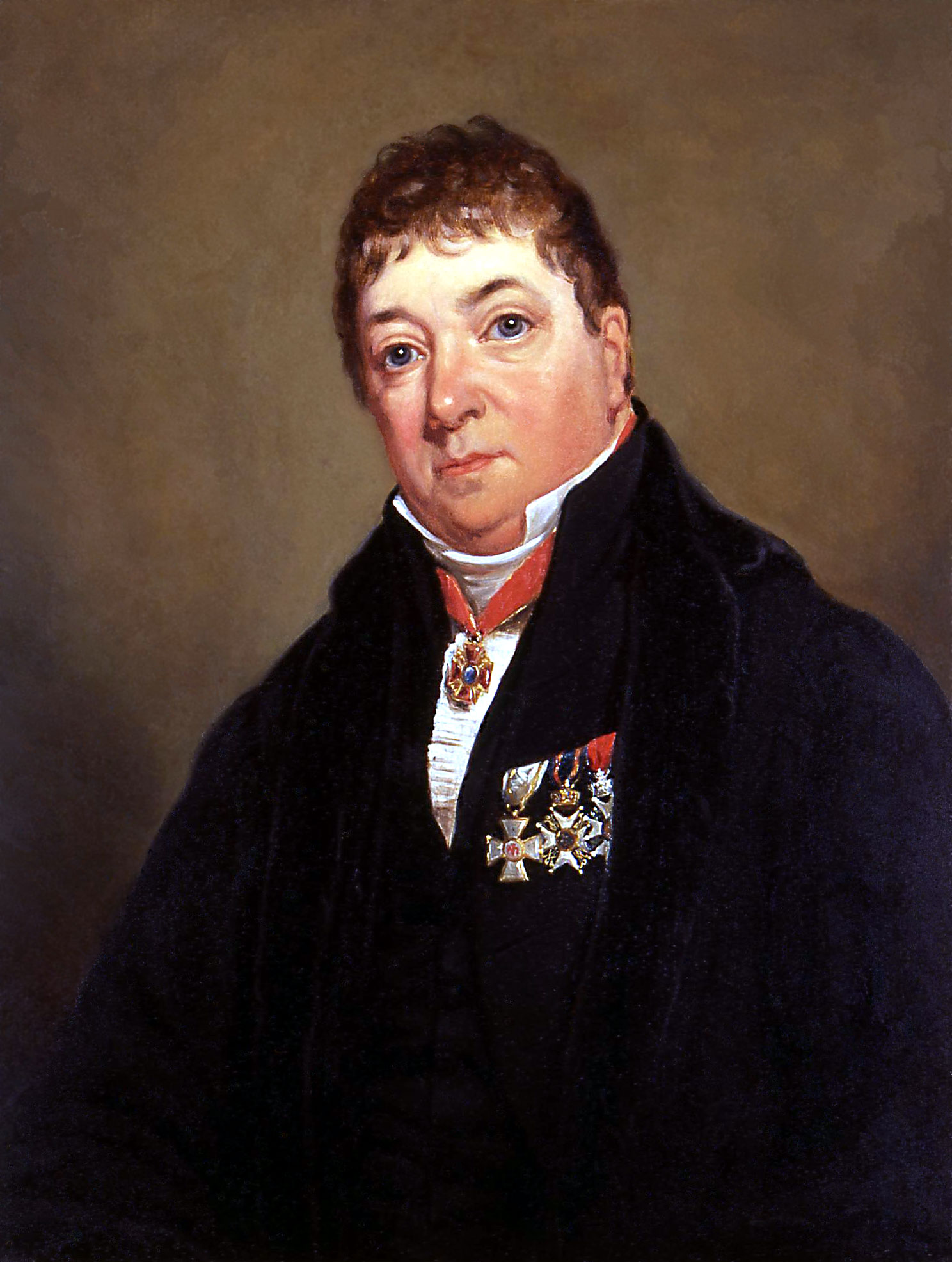
Sebald Justinus Brugmans

Sebald Justinus Brugmans (* 24. März 1763 in Franeker; † 22. Juli 1819 in Leiden) war ein niederländischer Botaniker und Mediziner. Sein botanisches Autorenkürzel lautet „Brugmans“.

## Leben und Wirken
Brugmans, der Sohn des Groninger Professors Anton Brugmans, studierte an der Universität Groningen, wo er zunächst in Philosophie („Artium liberalium magister et Philosophiae doctor“) promovierte, dann 1785 in Medizin (cum laude) abschloss. Seine medizinische Arbeit Dissertatio de puogenia, sive mediis quibus natura utitur in creando pure beschäftigte sich mit dem Ursprung des Eiters. 1785 wurde er Professor für Physik, Astronomie, Logik und Metaphysik an der Universität Franeker. 1786 folgte er David van Royen (1727–1799) als Professor für Botanik an der Universität Leiden. Brugmans war auch Direktor des Hortus Botanicus Leiden. 1786 wurde er zum korrespondierenden Mitglied der Göttinger Akademie der Wissenschaften gewählt. 1791 wechselte er innerhalb der Universität Leiden von der Philosophischen zur Medizinischen Fakultät, die 1795 um die Zuständigkeit für das Fach Chemie erweitert wurde. 1795 wurde er zum Professor der Medizin in Leiden ernannt und amtierte 1796/97 als Rektor der Universität.
1794 wurden die Niederlande zum Fluchtort für auf dem Rückzug befindliche englische und hannoveranische Armeen. Brugmans organisierte – unterstützt durch Ärzte und Medizinstudenten der Universität Leiden – die Einrichtung eines Not-Hospitals außerhalb der befestigten Innenstadt. Er wiederholte dies 1799, als englische und russische Streitkräfte landeten, und nochmals 1809 nach einem Bombardement von Vlissingen durch die britische Marine.
1795 wurde er zum Leiter des Militärischen Medizinischen Dienstes der neugegründeten Batavischen Republik ernannt. Er beeindruckte Louis Bonaparte, der später von 1806 bis 1810 das Königreich Holland regierte, sowie seinen berühmteren Bruder Napoléon Bonaparte, den französischen Kaiser, durch seine hohe Gelehrigkeit, so dass diese ihm erlaubten, nach seinen eigenen anstelle der französischen Methoden zu handeln. Napoléon ernannte Brugmans zum siebten Inspektor-General der Grande Armee, beließ ihn aber auch auf seinem Posten als ständiger Rektor der Universität Leiden, die damals die einzige Universität in den Niederlanden war und organisatorisch der Pariser Universität unterstand.
Die Behandlung der Gangrän, besser bekannt als „Wundbrand“, 1813 durch Brugmans zählt zu seinen höchsten Verdiensten. Nach Napoléons Niederlage nach seinem Russlandfeldzug waren Brugmans' Handlungsmöglichkeiten eingeschränkt, bis er durch Wilhelm I., den ersten König des Königreichs der Niederlande, in seine früheren Ämter wieder eingesetzt wurde. Sein Amt als Inspektor-General des Militärischen Medizinischen Dienstes wurde noch erweitert um die Zuständigkeit für die Marine und für die niederländischen Kolonien sowie für die sanitären Bedingungen in Gefängnissen und Quarantänestationen.
Brugmans bekleidete seine Ämter bis zu seinem Tod nach kurzer Krankheit am 22. Juli 1819.
Seit 1808 war er korrespondierendes Mitglied der Bayerischen Akademie der Wissenschaften. Im Jahr 1818 wurde er zum Mitglied der Leopoldina gewählt.
Ihm zu Ehren wurde der wissenschaftliche Gattungsname der Engelstrompete nach Brugmans Brugmansia genannt.

## Schriften
- Lithologia Groningana, juxta ordinem Walleri digesta, cum synonymis aliorum, imprimis Linnaei et Cronstadii; cum figuris aeneis. Doekema & Muller, Groningen 1781. (Digitalisat)
- Quaenam sunt plantae inutiles. Doekema, Groningen 1783. (Digitalisat)
- Dissertatio de puogenia, sive mediis quibus natura utitur in creando pure. Doekema, Groningen 1785. (Digitalisat) Deutsch: Über den Hospitalbrand. Mauke, Jena 1816. (Digitalisat)
- De Homine ad statum gressumque erectum per corporis fabricam disposito. (Resp. Gerardus Vrolik) Abraham & Honkoop, Leiden 1795. (Digitalisat)
- Dissertatio academica de causa absorbtionis per vasa lymphatica. (Resp. Conrad Gerard Ontyd) Honkoof, Leiden 1795. (Digitalisat)
- Pharmacopoea Batava. Allart, Amsterdam 1805. (Digitalisat)
- Bataafsche apotheek. Allart, Amsterdam 1807. (Digitalisat)
- Elenchus Plantarum quae in Horto Lugduno-Batavo coluntur. Leyden 1818. (Digitalisat)